# Libellula vibrans
Libellula vibrans ist eine Libellen-Art der Gattung Libellula aus der Unterfamilie Libellulinae. Besonders verbreitet ist die Art im Osten der USA. L. vibrans gilt als größter Vertreter der Gattung Libellula in den USA.

## Merkmale

### Bau der Imago
Das Tier erreicht eine Länge von 50 bis 63 Millimetern, wobei 37 bis 43 Millimeter davon auf das Abdomen entfallen. Das Gesicht des Tieres ist weiß sein Thorax bis auf einen dünnen weißen dorsalen Strich braun. Seitlich geht die Thoraxfarbe in einen hellen Grauton über. Auf der dritten lateralen Struktur des Thorax befindet sich ein dunkler Strich. Der Hinterflügel erreicht eine Länge zwischen 46 und 52 Millimetern und ist wie der Vorderflügel überwiegend durchsichtig. Am Ansatz befindet sich ein dünner dunkler Strich und am Nodus wiederum ein dunkler Fleck. Die Flügelspitzen sind schwarz. Die Beine haben eine zweigeteilte Farbgebung. Das Femur ist bis zur Hälfte grau und wird dann schwarz. Auch die folgende Tibia sowie der Tarsus sind schwarz. Das Abdomen ist gelb mit einem dorsalen schwarzen Streifen. Allerdings färben sich die Männchen mit dem Alter vom Thorax abwärts in ein blasses Blau. Die Weibchen hingegen färben ihr Abdomen mit dem Alter braun. Des Weiteren ist bei den Weibchen das 8. Segment lateral stark verbreitert.

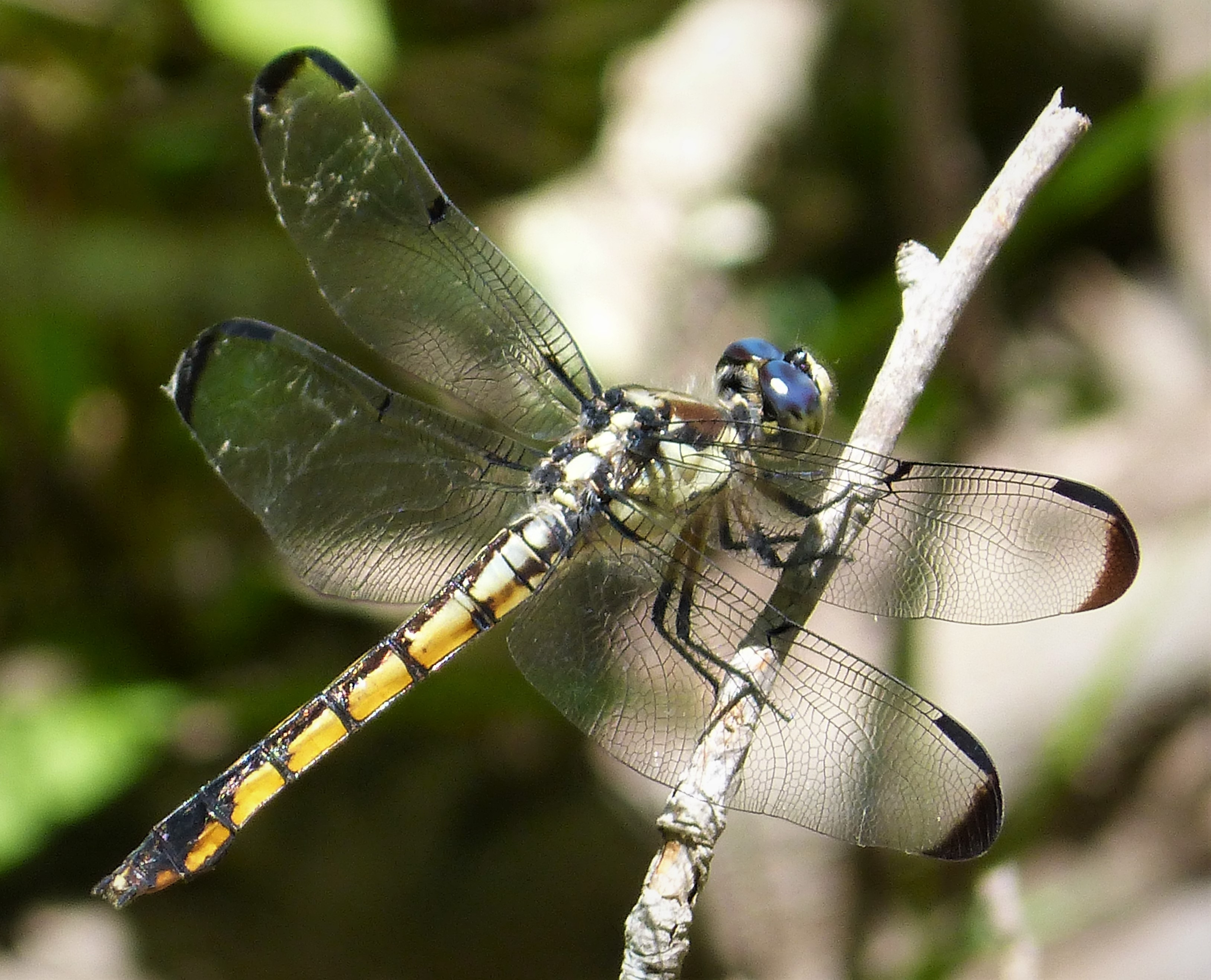
Libellula vibrans, Weibchen
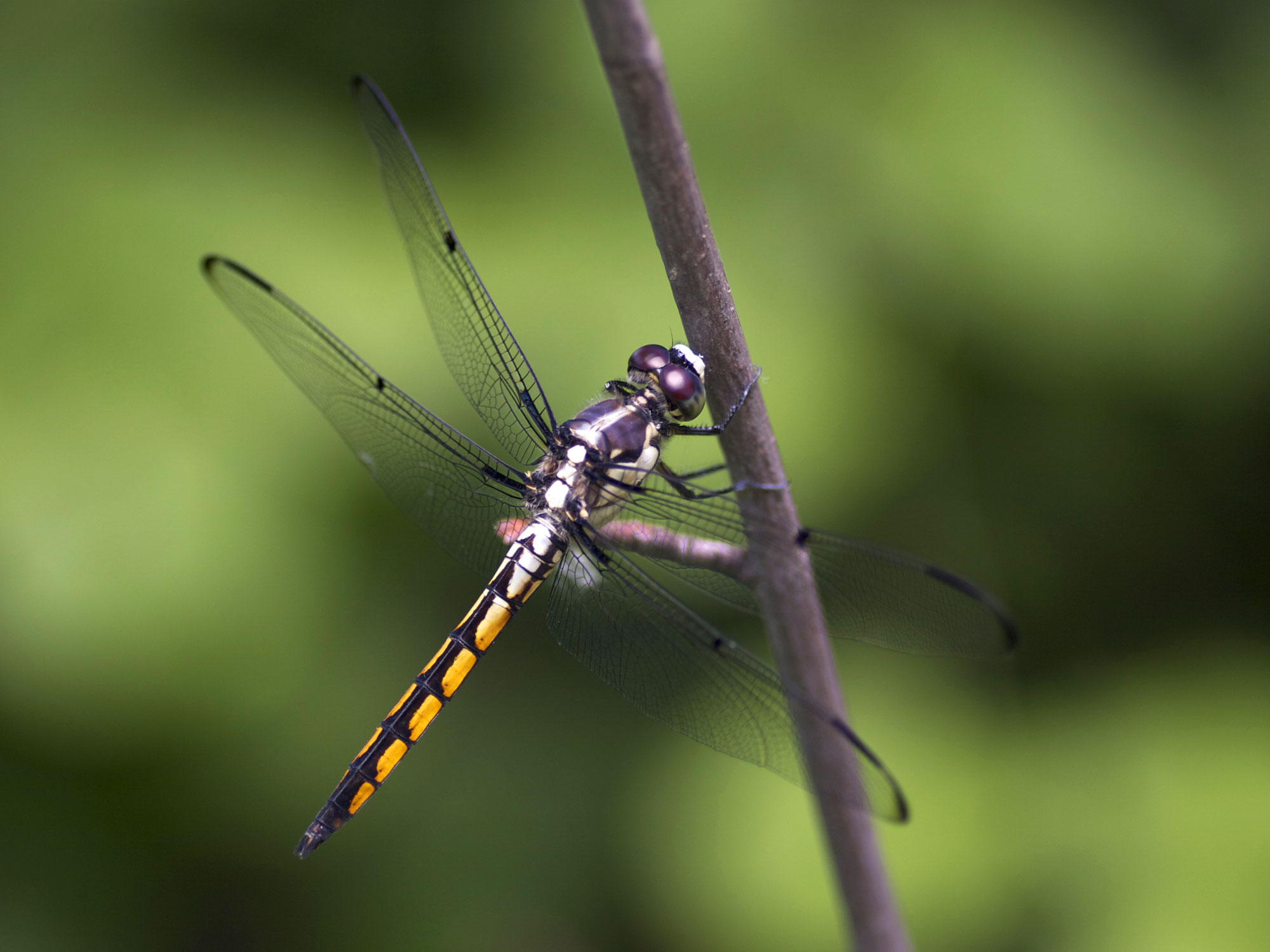
Libellula vibrans, juvenil

### Bau der Larve
Die Larven besitzen zentral im Gesicht sitzende Augen und haben ein langes, sich zum Ende hin verjüngendes Abdomen. Der Rand des unpaaren Vorderteils des Labium, das sogenannte Prämentum ist glatt.